# Gesto (pintura)

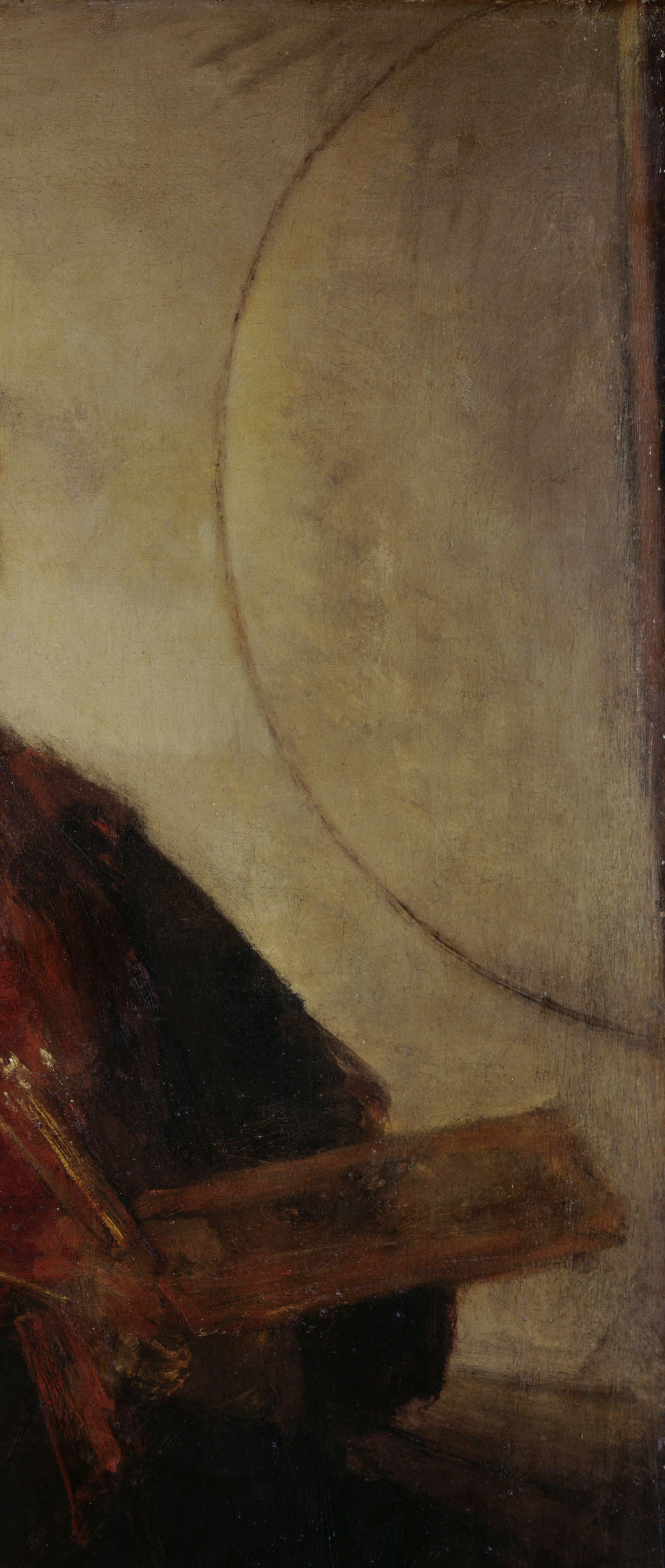
Detalle del Autorretrato con círculos, de Rembrandt, 1669.

El gesto o lo "gestual" es un concepto que se utiliza en teoría, crítica e historiografía del arte para designar a la implicación corporal y emocional del pintor sobre su obra. Pintura gestual suele emplearse como concepto equivalente al Dripping o Action painting; aunque cada una de estas expresiones puede tener usos diferenciados.
Puede entenderse como una comunicación no verbal, puesto que a través de la postura y el movimiento de la mano en la pincelada se realiza una expresión corporal y se envía un mensaje artístico, que depende de la actitud y personalidad del artista; y puede calificarse (lentitud o rapidez, serenidad o brusquedad, sumisión a los cánones académicos o libertad creativa, etc.) Ni siquiera el aparente azar de arrojar pintura o dejarla gotear (como hacía Jackson Pollock, que insistía en que su pintura no era "accidental") escapa de la voluntad del artista. No es la figura pretendida o conseguida, sino el tipo de pincelada y su resultado inmediato en líneas, puntos o manchas de color, las que definen el gesto pictórico; por lo que la condición gestual no depende de que la pintura sea figurativa o abstracta, aunque obviamente sea en esta (particularmente en la no geométrica -informalismo, expresionismo abstracto, tachismo-) donde más interés tiene, al alejarse de otros significados.

## El gesto en la historia de la pintura
Es en el arte oriental, concretamente en la pintura china y la pintura japonesa, donde desde antes la importancia del gesto ha sido más decisiva, de forma paralela a la importancia que tiene el gesto en la caligrafía china y la caligrafía japonesa; como en el trazo de ideogramas y del ensō en el arte de inspiración zen que, sin ser puramente algo abstracto, no es solo conceptual, buscando la unión de mente, corazón y cuerpo del artista sobre la superficie pictórica a través del gesto de la mano que ase el pincel. La influencia del japonismo en el arte occidental a partir del siglo XIX fue significativa para la transformación estética del Impresionismo y las vanguardias posteriores, que Clement Greenberg (el crítico que patrocinaba el Action painting de Pollock) identificó como un mayor interés por lo pictórico que por lo narrativo en Oriente (donde habría pintura no representativa desde el siglo XIII) que en Occidente. El mismo Greenberg señaló el paralelismo con la diferenciación entre la música absoluta (sin tema) y la música programática. También se ha atribuido al impacto de la fotografía en la modificación de la demanda tradicional de la pintura.
No obstante, es innegable que el gesto también era un rasgo a tener en cuenta en la pintura occidental antes de la Edad Contemporánea. Los propios impresionistas declaraban que lo encontraban en la pintura de Velázquez, entre otras cosas para responder a los que les acusaban de dejar "a medio terminar" sus obras, donde eran evidentes las huellas de los brochazos, las manchas de colores sin mezclar e incluso a veces espacios sin pintar. Van Gogh lo ve en los maestros barrocos holandeses, como Rembrandt y Frans Hals, tomando ejemplo de sus trazos vertiginosos y la textura espesa de sus óleos, que se permitían poner juntas en el mismo lienzo zonas delicadamente trabajadas y otras con aspecto de manchaderos. Incluso un siglo antes que ellos, esos impastos son característicos de Tiziano y otros maestros de la escuela veneciana, cuyos temas pasionales (eróticos o religiosos) encontraban en la libertad gestual de su pincelada suelta ("veneciana") una perfecta concordancia entre fondo y forma.
La sinestesia de Vasily Kandinsky, que percibía asociados los estímulos visuales de colores y formas con los auditivos de la música, fue una de las inspiraciones que le llevaron a depurar la pintura de elementos ajenos a las herramientas puras (color, forma, punto, línea y trazo), que se expresan directamente en el gesto. De ahí surgen movimientos como el expresionismo de Der Blaue Reiter (1911). El expresionismo abstracto de mediados del siglo XX no fue por tanto el primero, sino quizá el que más conscientemente encontró en el propio gesto la esencia de su voluntad de estilo y, sobre todo, desarrolló una reflexión teórica sobre ello.